# دوشیزه پاتر
دوشیزه پاتر (به انگلیسی: Miss Potter) فیلمی محصول سال ۲۰۰۶ انگلستان به کارگردانی کریس نونان است. در این فیلم بازیگرانی همچون رنی زلوگر، ایوان مک‌گرگور، امیلی واتسون، بیل پترسون و باربارا فلاین ایفای نقش کرده‌اند. این فیلم به داستان زندگی نویسنده انگلیسی بیترکس پاتر می‌پردازد.